# Campionati mondiali di canoa/kayak 1971
I noni Campionati mondiali di canoa/kayak si sono svolti a Belgrado (Jugoslavia) nel 1971.

## Medagliere
| Pos. | Paese            | Oro | Argento | Bronzo | Totale |
| ---- | ---------------- | --- | ------- | ------ | ------ |
| 1    | Unione Sovietica | 7   | 2       | 6      | 15     |
| 2    | Ungheria         | 4   | 5       | 2      | 11     |
| 3    | Romania          | 2   | 2       | 5      | 9      |
| 4    | Germania Ovest   | 2   | 2       | 1      | 5      |
| 5    | Germania Est     | 1   | 1       | 2      | 4      |
| 6    | Svezia           | 1   | 1       | 0      | 2      |
| 7    | Polonia          | 1   | 0       | 0      | 1      |
| 8    | Cecoslovacchia   | 0   | 1       | 0      | 1      |
| 8    | Paesi Bassi      | 0   | 1       | 0      | 1      |
| 8    | Belgio           | 0   | 1       | 0      | 1      |
| 8    | Austria          | 0   | 1       | 0      | 1      |
| 8    | Norvegia         | 0   | 1       | 0      | 1      |
| 13   | Bulgaria         | 0   | 0       | 2      | 2      |

## Medaglie Canoa

### C1 500m
| Posizione | Atleta          | Paese          | Tempo |
| --------- | --------------- | -------------- | ----- |
|           | Detlef Lewe     | Germania Ovest |       |
|           | Tamás Wichmann  | Ungheria       |       |
|           | Ivan Patzaichin | Romania        |       |

### C1 1000m
| Posizione | Atleta          | Paese            | Tempo |
| --------- | --------------- | ---------------- | ----- |
|           | Detlef Lewe     | Germania Ovest   |       |
|           | Tibor Tatai     | Ungheria         |       |
|           | Vladas Cheiunas | Unione Sovietica |       |

### C1 10000m
| Posizione | Atleta          | Paese            | Tempo |
| --------- | --------------- | ---------------- | ----- |
|           | Tamás Wichmann  | Ungheria         |       |
|           | Vasyl Yurchenko | Unione Sovietica |       |
|           | Lipat Varabiev  | Romania          |       |

### C2 500m
| Posizione | Atleta                              | Paese            | Tempo |
| --------- | ----------------------------------- | ---------------- | ----- |
|           | Gheorghe Danielov Gheorghe Simionov | Romania          |       |
|           | Mihail Lobanov Vladimir Pankov      | Unione Sovietica |       |
|           | Viktor Boichev Fedia Damianov       | Bulgaria         |       |

### C2 1000m
| Posizione | Atleta                           | Paese    | Tempo |
| --------- | -------------------------------- | -------- | ----- |
|           | Tamás Wichmann Gyula Petrikovics | Ungheria |       |
|           | Ivan Patzaichin Serghei Covaliov | Romania  |       |
|           | Viktor Boichev Fedia Damianov    | Bulgaria |       |

### C2 10000m
| Posizione | Atleta                             | Paese            | Tempo |
| --------- | ---------------------------------- | ---------------- | ----- |
|           | Naum Prokupec Aleksandr Vinogradov | Unione Sovietica |       |
|           | Laszlo Hingl Istvan Cserha         | Ungheria         |       |
|           | Serghei Covaliov Vicol Calabiciov  | Romania          |       |

## Medaglie Kayak

### K1 500m
| Posizione | Atleta          | Paese            | Tempo |
| --------- | --------------- | ---------------- | ----- |
|           | Nikolai Hohol   | Unione Sovietica |       |
|           | Ladislav Soucek | Cecoslovacchia   |       |
|           | Mihály Hesz     | Ungheria         |       |

| Posizione | Atleta                      | Paese            | Tempo |
| --------- | --------------------------- | ---------------- | ----- |
|           | Lyudmila Khvedosyuk-Pinaeva | Unione Sovietica |       |
|           | Mieke Jaapies               | Paesi Bassi      |       |
|           | Petra Setzkorn              | Germania Est     |       |

### K1 4x500m
| Posizione | Atleta                                                               | Paese            | Tempo |
| --------- | -------------------------------------------------------------------- | ---------------- | ----- |
|           | Géza Csapó István Szabó Csaba Giczi Mihály Hesz                      | Ungheria         |       |
|           | Dimitrie Ivanov Mihai Zafiu Eugen Botez Aurel Vernesco               | Romania          |       |
|           | Anatoli Kobrisev Anatoli Sedasov Leonid Derevyanko Anatoli Tischenko | Unione Sovietica |       |

### K1 1000m
| Posizione | Atleta               | Paese            | Tempo |
| --------- | -------------------- | ---------------- | ----- |
|           | Grzegorz Sledziewski | Polonia          |       |
|           | Ralf Andersson       | Svezia           |       |
|           | Oleksandr Šaparenko  | Unione Sovietica |       |

### K1 10000m
| Posizione | Atleta           | Paese            | Tempo |
| --------- | ---------------- | ---------------- | ----- |
|           | Victor Carev     | Unione Sovietica |       |
|           | Peter Volgyi     | Ungheria         |       |
|           | Jochen Schneider | Germania Ovest   |       |

### K2 500m
| Posizione | Atleta                          | Paese            | Tempo |
| --------- | ------------------------------- | ---------------- | ----- |
|           | Lars Andersson Rolf Peterson    | Svezia           |       |
|           | Jean-Pierre Burny Paul Hoekstra | Belgio           |       |
|           | Nikolai Hohol Piotr Gresta      | Unione Sovietica |       |

| Posizione | Atleta                           | Paese            | Tempo |
| --------- | -------------------------------- | ---------------- | ----- |
|           | Anna Pfeffer Katalin Hollosy     | Ungheria         |       |
|           | Petra Setzkorn Petra Grabowsky   | Germania Est     |       |
|           | Tamara Popova Ekaterina Kuryshko | Unione Sovietica |       |

### K2 1000m
| Posizione | Atleta                           | Paese        | Tempo |
| --------- | -------------------------------- | ------------ | ----- |
|           | Reiner Kurth Alexander Slatnow   | Germania Est |       |
|           | Günther Pfaff Gerhard Seibold    | Austria      |       |
|           | Costel Cosnita Vasile Simiocenko | Romania      |       |

### K2 10000m
| Posizione | Atleta                                   | Paese            | Tempo |
| --------- | ---------------------------------------- | ---------------- | ----- |
|           | Konstantin Kosthenko Viatcheslav Kononov | Unione Sovietica |       |
|           | Egil Søby Jan Johansen                   | Norvegia         |       |
|           | Antrop Varabiov Emilian Zahara           | Romania          |       |

### K4 500m
| Posizione | Atleta                                                                            | Paese            | Tempo |
| --------- | --------------------------------------------------------------------------------- | ---------------- | ----- |
|           | Lyudmila Khvedosyuk-Pinaeva Ekaterina Kuryshko Natalyia Boiko Julija Rjabcinskaja | Unione Sovietica |       |
|           | Renate Breuer-Dukat Roswitha Esser Irene Pepinghege Heiderose Wallbaum            | Germania Ovest   |       |
|           | Petra Setzkorn Marion Grupe Bettina Muller Petra Grabowsky                        | Germania Est     |       |

### K4 1000m
| Posizione | Atleta                                                       | Paese            | Tempo |
| --------- | ------------------------------------------------------------ | ---------------- | ----- |
|           | Yuri Filatov Yuri Stechenko Volodymyr Morozov Valeri Didenko | Unione Sovietica |       |
|           | Hans-Erich Pasch Rudolf Blass Eberhard Fischer               | Germania Ovest   |       |
|           | István Szabó Peter Varhely Zoltán Bakó Géza Csapó            | Ungheria         |       |

### K4 10000m
| Posizione | Atleta                                                              | Paese            | Tempo |
| --------- | ------------------------------------------------------------------- | ---------------- | ----- |
|           | Cuprian Macarenco Costel Cosnita Vasile Simiocenco Atanase Sciotnic | Romania          |       |
|           | Csaba Giczi István Timár Gyorgy Meszaros Csongor Vargha             | Ungheria         |       |
|           | Heino Kurvet Nikolaj Gorbačëv Vladimir Klimov Vladimir Zemlyakov    | Unione Sovietica |       |